# Margherita Maria Guaini
Margherita Maria Guaini (ur. 21 listopada 1902 w Ceto w Brescii we Włoszech zm. 2 marca 1994) – włoska Służebnica Boża Kościoła katolickiego.

## Życiorys
Alice Antonia Guaini urodziła się 21 listopada 1902 roku. Mając 10 lat przeniosła się z wraz z rodziną do Gozzolini, gdzie w dniu 21 czerwca 1914 roku przystąpiła do Pierwszej Komunii Świętej. Jej matka zmarła 5 marca 1923 roku, wówczas zaopiekowała się młodszym rodzeństwem. Rozpoczęła pracę w szpitalu jako pielęgniarka. W dniu 7 sierpnia 1925 roku wstąpiła do zgromadzenia Sióstr Miłosierdzia w Brescii, a w dniu 3 września 1929 roku złożyła śluby zakonne. 1 marca 1938 roku wstąpiła do klasztoru Nawiedzenia Najświętszej Maryi Panny w Brescii. W dniu 25 marca 1939 roku przyjęła imię zakone Margherita Maria. W 1947 roku założyła instytut Misjonarek Jezusa Wiecznego Kapłana. Zmarła 2 marca 1994 roku. Jej doczesne szczątki spoczywają w kościele Matki Bożej Łaskawej w Varallo Sesia. W dniu 29 kwietnia 2011 roku rozpoczął się jej proces kanonizacyjny.